# سید احمد نوربخش
سید احمد نوربخش دهکردی (زادهٔ ۱۳۲۲ شهرکرد) سیاستمدار، نویسنده و مدرس دانشگاه ایرانی است، که هم‌اکنون بعنوان استاد دانشکده فنی دانشگاه تهران فعالیت می‌کند. وی از اعضای مجلس خبرگان قانون اساسی بود.
نوربخش دانش‌آموخته کارشناسی مهندسی مکانیک از دانشگاه امیرکبیر و کارشناسی ارشد و دکتری مهندسی مکانیک از دانشگاه بروکسل است. او در فاصله سالهای ۱۳۸۲ تا ۱۳۹۶ رئیس مؤسسه پژوهشی توربوماشین‌های آبی بود و از ۱۳۹۲ تا ۱۳۹۶ بعنوان یکی از اعضای اتاق فکر آب وزارت نیرو فعالیت می‌کرد.

## مخالفت با گنجاندن اصل ولایت فقیه در قانون اساسی
سید احمد نوربخش، نماینده استان چهارمحال و بختیاری در توضیح و تشریح سخنان مقدم مراغه‌ای اضافه می‌کند: در قانون اساسی باید مسئولیت را به مردم داد. مردم باید بیدار و به وظایف اسلامی و ملی خود آگاه شوند و به هیچ طبقه یا دسته و هیچ مبدأیی به جز خدا و بعد هم مردم نباید تکیه کرد و امتیاز خاصی داد. تاریخ نشان داده که تمرکز قدرت بالاخره فساد به وجود می‌آورد. چه ضمانت اجرایی وجود دارد که فقها بیست سال بعد، با این روش جدید و در صورت تمرکز قدرت در این گروه، با فقهای صادق و صمیمی و رهبران امروزی تفاوت نداشته باشند و عناصر فرصت‌طلب که همواره به دنبال موقعیت و قدرت می‌روند، خود را به این لباس ملبس ننمایند و روحانیت و اسلام را به بیراهه نکشند؟